# Az ötödik Beatle
Az ötödik Beatle egy cím, amely a legendás Beatles négy tagja (John Lennon, Paul McCartney, George Harrison és Ringo Starr) mellett egy ötödik személyt jelöl meg, aki az együttes hatalmas sikeréért sokat tett, és így megérdemli, hogy őt velük egy sorban említsék. A címre több tucatnyi személyt jelöltek a rajongók azok közül, akik segítették a Beatles létrejöttét, sikerét, hatottak zenéjükre, vagy bármi más módon kapcsolatba kerültek az együttessel.

## „Az ötödik Beatle-k”

### Brian Epstein
Brian Epstein 1962-ben lett a Beatles menedzsere, és az volt egészen 1967-ben bekövetkezett haláláig. Az ő érdeme, hogy az üzleti élethez keveset értő fiatal tehetségekből a világ legmeghatározóbb rockegyüttese lett. Ahogy a többi négy Beatles-tag, ő is Liverpoolban született, és 1962-es szerződésük előtt is (bár csak látásból) ismerte őket, mert gyakran megfordultak Epstein lemezboltjában. Miután sokan érdeklődtek Beatles-lemezek után, Epstein elhatározta, hogy felkeresi a zenészeket, akik akkoriban Hamburgban játszottak, kisebb klubokban, különösebb siker nélkül. Epsteinnek azonnal megtetszett a Beatles zenéje és szerződést kötött velük. A Beatles három alapító tagjának (John Lennon, Paul McCartney és George Harrison) kérésére elküldte az együttes eredeti dobosát, Pete Bestet, akinek megbízhatatlan játéka hátráltatta a csapatot. Helyére a jóval tapasztaltabb, már más együttesekben is játszó Ringo Starrt kérte fel, aki nyomban elfogadta az ajánlatot. Miután összeállt a négyes, Brian vezetésével egy év alatt meghódították Angliát, majd Európát és végül 1964-ben, két évvel a szerződés után, az Amerikai Egyesült Államokat is. Brian Epstein nélkül a Lennon–McCartney szerzőpáros zsenialitása sem lett volna elég a világméretű sikerhez.
Részt vett a Beatles 1964-es világ körüli turnéján, és szerepelt a gombafejűek első filmjében, az Egy nehéz nap éjszakájában is. Epstein nem szólt bele az együttes zenéjébe, ezzel lehetővé téve, hogy 1966-tól az együttes elforduljon a populáris zenétől, új műfajokat és egyedi hangzást vigyen a könnyűzenébe. A Beatles Sgt. Pepper’s Lonely Hearts Club Band című, forradalmian új albumának hatalmas sikere után, 1967. augusztus 27-én, gyógyszer-túladagolásban meghalt. Ez volt az első lépés a legendás együttes felbomlása felé. Lennon később úgy nyilatkozott, hogy a Beatles pályája tulajdonképpen Esptein, "az ötödik Beatle" halálával ért véget.
A legtöbb rajongó őt tartja az ötödik Beatle-nek, részben azért, mert elévülhetetlen érdeme, hogy befutott az együttes, részben mert Paul McCartney is így nyilatkozott: „Ha volt ötödik Beatle, akkor Brian volt az.”
2004-ben, Az ötödik Beatle (Brian Epstein: Inside the Fifth Beatle) címmel egyórás életrajzi film készült Brian Epsteinről.

### George Martin
George Martin valóban egy ötödik Beatle volt, ám nem az üzleti életben, mint Brian Epstein, hanem a zenében. A Beatles zenei producereként szabad beleszólása volt a zenéjükbe, sok dal hangszerelését, hangzását változtatta meg. Főleg az ő érdeme, hogy miként hangzanak ma a Beatles dalok. George Martin azonban nem csak producerként, hanem zenészként is segítette a zenekart: számtalan híres Beatles dalban hangszeren is közreműködött, például: A Hard Days Night, No Reply, Rock and Roll Music, The Word, In My Life, Tomorrow Never Knows, Sgt. Pepper's Lonely Hearts Club Band, A Day in the Life, Penny Lane. Ezekben George Martin leginkább zongorán vagy harmóniumon játszott. A Beatles 2006-ban kiadott Love című válogatásalbumának dalait ő, illetve fia, Giles Martin keverte újra. Mindezek következtében George Martint gyakran nevezték „az ötödik Beatle”-nek, ami a Beatles zenei pályafutását nézve érthető, bár ő szerényen mindig Brian Epsteint jelölte erre a „címre”.

### Stuart Sutcliffe
Stuart Sutcliffe 1960 körül került a korai (akkor még The Silver Beatles néven játszó) Beatleshez, amelynek basszusgitárosra volt szüksége (Paul McCartney ekkor még szólógitáron játszott). A John Lennon révén a zenekarba került Sutcliffe szó szerint az ötödik Beatle volt az akkor még öttagú együttesben. Azonban Pete Besthez, az együttes eredeti dobosához hasonlóan, az ő játékával sem voltak megelégedve a többiek, mert előfordult, hogy a fellépéseken a közönséggel háttal állva játszott, hogy így leplezze gyatra gitártudását. Sutcliffe nem a zenéjére hatott a későbbi Beatlesnek, sokkal inkább a külsejükre, tőle származott a fekete öltöny és a gombafrizura is. Az ő tanácsára változtatták meg az együttes nevét The Beatlesre, azaz 'a bogarakra' (beetle=bogár). Az együttes ekkor Hamburgban játszott, és amikor úgy döntöttek, hogy hazautaznak Liverpoolba, Sutcliffe úgy döntött, hogy Hamburgban marad, és a zenei karrier helyett barátnőjével, Astrid Kircherrel fotómodellkedésbe kezd.
Stuart Sutcliffe 1962-ben, mindössze 21 évesen agyvérzésben meghalt, így nem érhette meg a Beatles egy évvel későbbi sikerét.
A Sgt. Pepper’s Lonely Hearts Club Band album borítóján Stuart Sutcliffe arca is látható.
Az ő életét – és egyúttal a Beatles korai éveit – dolgozta fel a Backbeat című film.

### Billy Preston
Billy Preston 1969-ben ideiglenesen csatlakozott a zenekarhoz, azzal a céllal, hogy a zongorista új lendületet adjon a szétválás közelébe jutott zenekarnak. Preston még Hamburgban ismerkedett meg a világhír előtt álló Beatlesszel. Egy legenda szerint a zenekar tagjai őt bízták meg azzal, hogy időben szállítsák vacsorájukat. Hat évvel később már komolyabb együttműködésre is sor került. A liverpooli négyes meghívta őt a White Album munkálataira, ami annyira jól sikerült, hogy 1969 tavaszán a Get Back/Don't Let Me Down kislemezen a lemez címkéjén is szerepelt a neve a Beatles mellett. Ebben a megtiszteltetésben Tony Sheridanen kívül soha senki más nem részesült. Preston játszott billentyűs hangszereken a legendás háztető koncerten, illetve a Beatles utolsó, Let It Be című albumán is, amelyen a nevét is feltüntették (The Beatles with Billy Preston). A kapcsolat nem ért véget akkor sem, amikor az együttes 1970 áprilisában szétvált. Billy elsősorban George Harrisonnal ápolt baráti viszonyt, de játszott John Lennon zenekarában, a Plastic Ono Bandben, valamint az Imagine című albumon is.

### Mások
A felsoroltakon kívül a sajtó több, a Beatles körül megfordult személyt is az ötödik Beatle-nek nevezett:
- Neil Aspinall eredetileg a Beatles sofőrjeként kezdte, köszönhetően annak, hogy Harrison és McCartney gyermekkori barátja volt. Aspinall néhány dalban is segédkezett, de mivel nem volt zenei hallása, inkább személyi asszisztensként, majd Brian Epstein halála után menedzserként segítette a Beatlest. Komoly szerepet a Beatles 1968-ban alapított cégében, az Apple Corps-ban kapott, melynek 36 éven át volt vezetője, egészen 2007-es lemondásáig.
- Eric Clapton George Harrison révén ismerkedett meg a zenekarral, és összebarátkozott a Beatles-szel, főleg George-dzsal, akinek While My Guitar Gently Weeps című dalának gitárszólóját játszotta annak felvételén. Az ő édesszájúsága ihlette George Savoy Truffle című dalát, illetve az ő kertjében írta a Here Comes the Sun című dalt. Tagja volt John Lennon Plastic Ono Band-jének is
- Pete Best az együttes eredeti dobosa, aki végül azért távozott az együttes befutása előtt, mert összeveszett Lennonnal, McCartney-val és Harrisonnal, így nem volt olyan hatással a Beatles későbbi pályafutására, mint Stuart Sutcliffe.
- George Best északír labdarúgó, az 1960-as években a Manchester United fiatal labdarúgója kicsapongó életstílusával, illetve a tehetségével érdemelte ki az ötödik Beatle címet.
- Mal Evans a Beatles asszisztense, az együttes turnéinak szervezője. Közel állt a Beatleshez, amit 1976-ban bekövetkezett halála óta a padlásáról előkerült Beatles-videók, képek, interjúk tömegei is bizonyítanak.
- Bret Michaels énekes.
- Jimmy Nicol dobos, Ringo Starrt helyettesítette a Beatles 1964-es világkörüli turnéján, amíg az eredeti dobost kórházban ápolták. Kedvenc szavajárása a „Getting Better” („egyre jobb”), később egy dalt ihletett.
- Maharisi Mahes jógi, a Beatlesnek tanított meditációt és keleti filozófiát az együttes 1967-es indiai látogatása során. A Beatlesre, főleg George Harrisonra és John Lennonra hatott az indiai kultúra, mely sok dal születéséhez vezetett: például a Everybody’s Got Something To Hide Except For Me And My Monkey, The Inner Light, Across the Universe, Love You To, Within You Without You, Tomorrow Never Knows, Dear Prudence stb. John Lennonnak később azonban nem maradt felhőtlen a kapcsolata Maharisivel, aki egyesek szerint szexuálisan zaklatni kezdte a társaság egyik nőtagját. Lennon ezt követően annyira kiábrándult a jógiból, hogy Sexy Sadie (eredetileg Maharishi) címmel szatirikus dalt is írt róla, amely a Fehér Albumon meg is jelent.
- Klaus Voormann pályája többszörösen is összefonódott a Beatles-szel: először még 1960-ban Hamburgban, ahol zenélt és képzőművészeti tanulmányokat folytatott. Az ő barátnője volt akkoriban Astrid Kirchherr fotós, akit elszeretett tőle a Beatles eredeti basszusgitárosa, Stuart Sutcliffe. Ennek ellenére Klaus jó viszonyban volt a Beatlessel: a zenekar az akkor már elismert grafikus Voormannt kérte fel, hogy tervezze meg következő albumuk borítóját. A Revolver borítójának fekete-fehér kollázsával Voormann Grammy-díjat nyert. Klaus később, a Beatles feloszlása után stúdiózenészként szerepelt, mind George Harrison, mind John Lennon szólólemezein, köztük az Imagine-en. Tagja volt John Lennon The Plastic Ono Band-jének is.